# Llimiana
Llimiana – gmina w Hiszpanii, w prowincji Lleida, w Katalonii, o powierzchni 40,91 km². W 2011 roku gmina liczyła 183 mieszkańców.